# 妖精国の騎士
『妖精国の騎士』（アルフヘイムのきし）は、中山星香による本格ファンタジー漫画。『花冠の竜の国』と合わせて中山星香の代表作に挙げられる。第37回（2008年）日本漫画家協会賞優秀賞受賞作品。

## 概要
『月刊プリンセス』（秋田書店）に1986年9月号から2004年12月号まで、『プリンセスGOLD』（秋田書店）で2005年1月号から2006年11・12月号まで連載された。単行本はプリンセスコミックス（秋田書店）から全54巻、秋田漫画文庫版で全27巻。
続編の『妖精国の騎士 Ballad』（『プリンセスGOLD』に不定期連載、コミックス全1巻）、『ロビン-風の都の師弟-』（FlexComixフレアにてWeb連載、コミックス全3巻）、『妖精国の騎士Ballad〜金緑の谷に眠る竜〜』、『妖精国の騎士Ballad 〜継ぐ視の守護者〜』が描かれている。
幼いころから、漫画『リボンの騎士』（手塚治虫）が好きだった中山だったが、兄から後日談の『双子の騎士』の存在を聞かされる。当時、『双子の騎士』は単行本化されておらず、内容を空想するだけだった。しかし、空想のストーリーが自己流になり手塚漫画から離れて行くことが嫌で、手塚作品の続編ではなく、自身の話として最初に創ったのが本作『妖精国の騎士』である。
また、本作は『三剣物語』とされる大部のストーリーの第2部にあたり、第3部『はるかなる光の国へ』は未来の話となる。それ以外は作品化されていない。また本作直前に連載していた『エイリエルとエアリアンの詩(うた)』は登場人物の前世であるキャラが主人公の物語である。
タイトルの妖精国はアルフヘイムと読み、北欧神話においてエルフ（本作ではアルフ）の住む場所とされる。

## あらすじ
地上にまだ妖精や竜がいた時代。アルトディアスの王にはローラントとローゼリィという双子の王子と姫がいた。ローラント王子は音楽を好む穏やかな性質で、ローゼリィ姫は剣や武芸を好むおてんばだった。ある日怪我をした城の馬のため、妖精の翼とも言われる万能の薬草をとりに森へと入っていったローゼリィは、緑の瞳の妖精王ルシアン・エルフェルムに出会い、薬草のありかを教えてもらう。
そんな平和な日々が続くかに思えたが、北の大国グラーンが周辺の小国への侵略を始め、アルトディアスにもその魔の手が忍び寄る。

## 登場人物
ローゼリィ・ルシル・アルドリス
本作の主人公でアルトディアスの姫。ローラントとは双子の兄妹。アルトディアスに伝わる三振りの魔剣のひとつ、破滅を呼ぶ力を持つという「光の剣(ルシリス)」の騎士。北の大国グラーンに操られたロリマーの侵攻によりアルトディアスが滅ぼされてから5年間、緑の森の妖精王ルシアン・エルフェルムの庇護下にあった。そこで白魔法を身につけ、また白妖精の戦士エアリアンから剣技を学んだ。 戦いの中でアーサーと恋に落ち、結ばれるが、自身の破滅を呼ぶ宿命に悩む。
ローラント
アルトディアスの王子。ローゼリィとは双子の兄妹。アルトディアスに伝わる三振りの魔剣のひとつ、「銀の剣(シルヴァン)」の騎士。北の大国グラーンに操られたロリマーの侵攻によりアルトディアスが滅ぼされてから、果ての塔で白魔術師たちに保護されており、白魔法を学んだ。アルトディアス再興と、暴虐と圧政を強いるグラーン打倒のため、アーサーと共に残った諸国の連合軍をまとめる。 妹思いが高じて、ローゼリィが思いを寄せるアーサーに対していまいち打ち解けられない。
アーサー
ロリマーの王子。アルトディアスに伝わる三振りの魔剣のひとつ、「陽の剣(ソレス)」の騎士。元はキリアンの第二王子だったが、ロリマーの養子になっていた。しかしその出生は複雑で、本来の両親はグラーンの王ギナンドリィと、第二王妃アストリッドである。戦いの中でローゼリィと恋に落ち、結ばれた。 暴虐と圧政を強いるグラーン打倒のため、ローラントと共に残った諸国の連合軍をまとめる。
ルシアン・エルフェルム
緑の森の「緑の館」に住む大地と風の白妖精たちの王。「緑の瞳の妖精王」と呼ばれる。人間の世界には関わらないという白妖精の掟にも関わらず、故国アルトディアスを亡くしたローゼリィを保護し、5年もの間娘同然に育てた。
エアリアン
緑の森に住む大地と風の白妖精。「明けの星のエアリアン」と呼ばれる。上代の昔にいた同名の明けの星の戦士の転生と言われている（「エイリエルとエアリアンの詩(うた)」に登場）。ローゼリィの武芸の師匠。白妖精の中では最も年若く、三百年しか生きていない。軽く明るい性格。
ディオルト・エンゲリック・グラグノール
北の大国グラーンの第一王子。病身ゆえ自ら外に出ることは無いが、側近のジャディーンを使い、アルトディアスの民を皆殺しにさせた張本人。その正体は暗黒神の長子・闇の第一神皇子オディアルが、封印から逃れるためイングリナの母体を借りて人間の世界に生まれ出でた存在。 人の肉体を捨て元の姿に戻るため、ローゼリィと彼女がもつ「光の剣(ルシリス)」の力を欲している。イングリナとの契約により、ギナンドリィを世を統べる覇者とするための助けを行わなくてはならない。
ジャディーン
オディアルに仕える闇の眷属。「黒の歌長」と呼ばれる。絶大な魔力の持ち主。ローゼリィとローラントの故国アルトディアスを滅亡に導いたひとり。
アンフィリアン
紅の谷に住む火と炎に属する白妖精たちの王女。赤金色の髪をした絶世の美女で、「真紅の姫君」と呼ばれる。火と炎を司る妖精王ギムレーの妹。ルシアン・エルフェルムに思いを寄せており、破滅の宿命を呼ぶローゼリィを引き離そうとするが、ギムレーの祖先である火の妖精王ヴァルナイと火竜の王サラマンディアの加護を得た彼女を認める。
シェンドラ
ロリマーの姫君。アーサーの義妹。足が不自由な少女。わがままな性格。アーサーに対しては兄以上の恋愛感情を持っていたが、自分を対等に扱うローラントに次第に惹かれていく。予知能力を持つ。
ユーグ・ルギマルド・グラグノール
北の大国グラーンの第二王子。母は暗黒神を祭る「黒き血の谷」の一族出身のグレアナ。母が正式な王妃ではないため、王位継承権は弱いが、誰よりも権力欲を持つ血に飢えた狂戦士。「黒き血の谷」の呪術師たちを配下に置く。
イングリナ
ギナンドリィの第一王妃。元はキリアンの姫。ディオルトの母親。絶世の美貌と激しい野心の持ち主。占術師としての力を強く持ち、愛する夫をこの世の征王とするため、封印された闇の神皇子オディアルに接触。彼を赤子として宿させられ、ディオルトとして出産した。 しかしその負荷に耐え切れず、出産後すぐに死去。
アストリッド
ギナンドリィの第二王妃。元はキリアンの姫。ギルゼルドの母親。芯の強いたおやかな美女。姉イングリナがオディアルの封印を解こうとしているのを知り、止めようとするが叶わなかった。
ギナンドリィ・ソライアル・グラグノール
北の大国グラーンの王。小国であったグラーンをイングリナと共に周辺国を制圧し、強大な国へと変えた「征王」。権力にふさわしい大人物の器と、現実的な酷薄さを持つ。
ギムレー
紅の谷に住む火と炎に属する白妖精たちの王。アンフィリアンの兄。ルシアンとは友人関係にあり、彼から預かっていた魔法の光冠をローゼリィに渡す。

## 用語
三振りの魔剣 (みふりのまけん)
神代よりアルトディアスに伝わる三本の魔法の剣。日を象った「陽の剣(ソレス)」、月を象った「銀の剣(シルヴァン)」、創始の星を象った「光の剣(ルシリス)」の三本で、ソレスとシルヴァンは男性の主を、ルシリスは女性の主を求める。主以外の人間には鞘から抜くこともできないが、ルシリスの主だけが例外的にソレスとシルヴァンも抜くことができる。 三本の剣と担い手が揃うとき、創始の光が蘇るといわれている。
白妖精 (アルフ)
光の神々の最初の子と言われている種族。不老不死で誰もが輝くような美貌の持ち主。四大精霊の四つの種族に分派しており、緑の妖精王ルシアン・エルフェルム、炎の妖精王ギムレーなど、それぞれの属性ごとに妖精王が存在している。基本的に人間には関わらないことが彼らの掟となっているため、それぞれの領地には結界が張られている。
光冠 (サークラルサークラル)
レーヴィルが冥府より持ち帰った魔法の光冠。使用することによって、はるかな時を超えて光の根源(ルシル・エル・ファール)へと至ることができる。また、その光源にはルシル・エル・ファイアルスという名の乙女がいるといわれている。

## 書誌情報
- 中山星香『妖精国の騎士 Ballad』秋田書店〈プリンセスコミックス〉、2007年8月16日発売[73]、ISBN 978-4-253-19355-9